# Littleton, New Hampshire
Littleton är en kommun (town) i Grafton County i delstaten New Hampshire, USA med 5 928 invånare (2010). Den har enligt United States Census Bureau en area på 140,1 km².  